# 独龙木姜子
独龙木姜子（学名：Litsea taronensis）为樟科木姜子属下的一个种。是中国的特有植物，分布于中国的云南和西藏。